# Ромерскирхен
Ромерскирхен (њем. Rommerskirchen) општина је у њемачкој савезној држави Северна Рајна-Вестфалија. Једно је од 8 општинских средишта округа Рајн Нојс. Према процјени из 2010. у општини је живјело 12.956 становника. Посједује регионалну шифру (AGS) 5162028.

## Географски и демографски подаци
Ромерскирхен се налази у савезној држави Северна Рајна-Вестфалија у округу Рајн Нојс. Општина се налази на надморској висини од 70 метара. Површина општине износи 60,1 km². У самом мјесту је, према процјени из 2010. године, живјело 12.956 становника. Просјечна густина становништва износи 216 становника/km².

## Међународна сарадња
| Мјесто | Држава    | Врста сарадње | Од    |
| ------ | --------- | ------------- | ----- |
|        | Француска | партнерство   | 2003. |
| Извор  |           |               |       |